# Rhamnous
Rhamnous är en fornlämning i Grekland.   Den ligger i prefekturen Nomarchía Anatolikís Attikís och regionen Attika, i den östra delen av landet, 40 km nordost om huvudstaden Aten. Rhamnous ligger 94 meter över havet.
Terrängen runt Rhamnous är kuperad. Havet är nära Rhamnous åt nordost.  Närmaste större samhälle är Marathónas, 9,1 km sydväst om Rhamnous. 